# Чемпіонат Південної Америки з футболу 1917
Чемпіонат Південної Америки з футболу 1917 року — другий розіграш головного футбольного турніру серед національних збірних Південної Америки. Турнір відбувався в Монтевідео з 30 вересня по 14 жовтня 1917 року. Переможцем став Уругвай, що обіграв у вирішальному матчі Аргентину.

## Формат
Відбірковий турнір не проводився. Чотири учасники, Аргентина, Бразилія, Чилі і Уругвай, мали провести один з одним матч за круговою системою. Переможець групи ставав чемпіоном. Два очки присуджували за перемогу, один за нічиєю і нуль за поразку.
Всі матчі були зіграні на стадіоні Парк Перейра, місцевий багатофункціональний стадіон у Монтевідео місткістю 40 000 місць.

## Підсумкова таблиця
| Збірна    | І | В | Н | П | ГЗ | ГП | Р   | О |
| --------- | - | - | - | - | -- | -- | --- | - |
| Уругвай   | 3 | 3 | 0 | 0 | 9  | 0  | +9  | 6 |
| Аргентина | 3 | 2 | 0 | 1 | 5  | 3  | +2  | 4 |
| Бразилія  | 3 | 1 | 0 | 2 | 7  | 8  | −1  | 2 |
| Чилі      | 3 | 0 | 0 | 3 | 0  | 10 | −10 | 0 |

| 30 вересня 1917 |

| Уругвай                                    | 4–0 | Чилі |
| ------------------------------------------ | --- | ---- |
| К. Скароне 20', 62' (пен.) Романо 44', 75' |     |      |

| Парк Перейра, Монтевідео Арбітр: Херман Гуассоне (Аргентина) |

| 3 жовтня 1917 |

| Аргентина                                              | 4–2 | Бразилія                   |
| ------------------------------------------------------ | --- | -------------------------- |
| Каломіно 15' Оако 56' (пен.), 58' (пен.) А. Бланко 80' |     | Неко 8' Лагрека 39' (пен.) |

| Парк Перейра, Монтевідео Арбітр: Карлос Фанта (Чилі) |

| 6 жовтня 1917 |

| Аргентина       | 1–0 | Чилі |
| --------------- | --- | ---- |
| Гарсія 76' (аг) |     |      |

| Парк Перейра, Монтевідео Арбітр: Альваро Саралегі (Уругвай) |

| 7 жовтня 1917 |

| Уругвай                                      | 4–0 | Бразилія |
| -------------------------------------------- | --- | -------- |
| Е. Скароне 8' Романо 17', 77' К. Скароне 86' |     |          |

| Парк Перейра, Монтевідео Арбітр: Херман Гуассоне (Аргентина) |

| 12 жовтня 1917 |

| Бразилія                                        | 5–0 | Чилі |
| ----------------------------------------------- | --- | ---- |
| Каетано 21' Неко 23' Аролдо 26', 59' Барбуй 41' |     |      |

| Парк Перейра, Монтевідео Арбітр: Рікардо Вальяріно (Уругвай) |

| 14 жовтня 1917 |

| Уругвай        | 1–0 | Аргентина |
| -------------- | --- | --------- |
| Е. Скароне 62' |     |           |

| Парк Перейра, Монтевідео Арбітр: Хуан Лівінгстон (Чилі) |

## Чемпіон

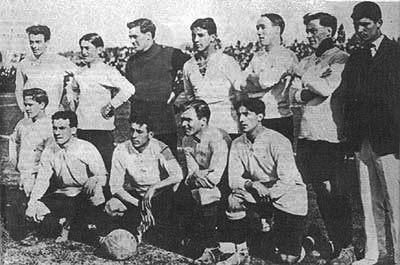
Збірна Уругваю — переможці турніру 1917 року.

| Чемпіон Південної Америки з футболу 1917 |
| ---------------------------------------- |
| Уругвай 2-й титул                        |

## Найкращі бомбардири
4 голи
- Анхель Романо

3 голи"'
- Карлос Скароні

2 голи
- Аролдо Домінгес
- Неко
- Альберто Оако
- Ектор Скароне